# Zazà (traghetto)
Lo Zazà è un traghetto appartenente alla compagnia di navigazione Venture Shipping Management Europe S.r.l.

## Caratteristiche
La nave è mossa da 4 motori Diesel Pielstick 8PC2-5L400 che le consentono di arrivare alla velocità massima di 20 nodi, trasportando 1450 passeggeri e 530 automobili.
È un traghetto ro/ro dotato di doppia apertura, sia della prua che dei portelloni a poppa.
I servizi a bordo sono: cabine (300 disponibili), sala poltrone, ristorante à la carte, ristorante self service, winery, pizzeria, bar con caffetteria e paninoteca, gelateria, pub, show lounge, boutique, alloggi per animali domestici, area giochi per bambini, sala video games, aria condizionata, stabilizzatori, Wi-Fi, totem per la ricarica telefonica, antenna satellitare per Sky e TV Sat.
Le sistemazioni disponibili sono: poltrone, cabina doppia interna con oblò, cabina doppia esterna con oblò, cabina quadrupla interna senza oblò, cabina quadrupla esterna con oblò, junior suite interna senza oblò, junior suite esterna con oblò e junior suite esterna matrimoniale con oblò, cabine per persone disabili e cabine per animali.
Nel 2016 venne sottoposta a grandi lavori di ristrutturazione presso i cantieri Palumbo. Tutte le zone adibite ai passeggeri, dal Ponte 4 al Ponte 9, vennero riprogettate. Più di 3000 mq vennero trasformati in area pranzo e show lounge, vennero costruite 40 nuove cabine (standard, family e suite) e aggiornate le 265 già presenti. La verniciatura esterna era composta dai Looney Tunes su fiancate e fumaiolo La livrea rimarrà fino a giugno 2022.
Nel 2017 i motori e la componentistica sono stati aggiornati da Wärtsilä.

## Servizio
La nave fu varata nel dicembre 1981 e consegnata alla proprietaria Olau Line nel maggio 1982. Battezzata Olau Britannia dalla principessa Margaret, fu messa in servizio sulla linea Sheerness-Vlissingen insieme alla gemella Olau Hollandia.

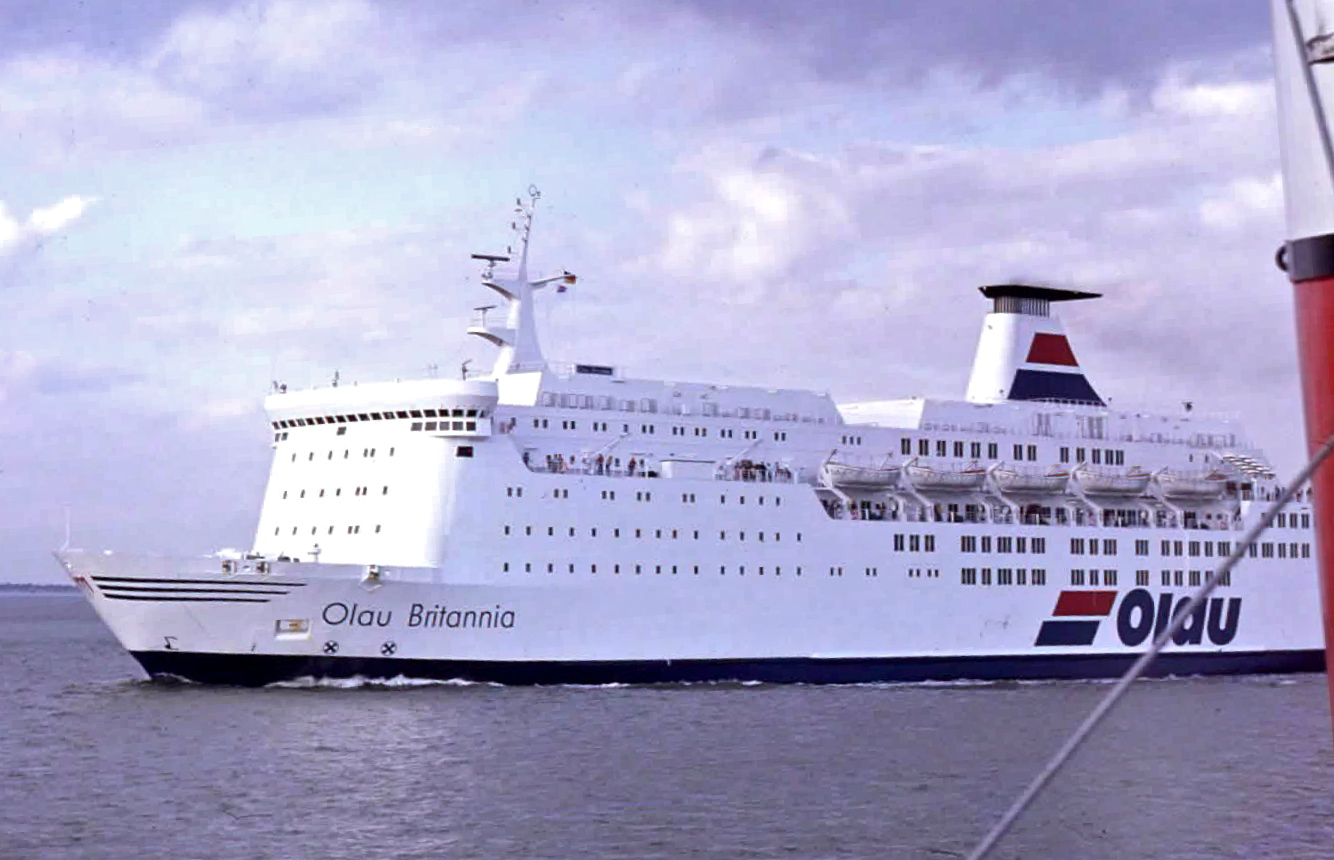
L'allora Olau Britannia in servizio per Olau Line a Sheerness nel 1985.

Il 25 agosto 1984 la Olau Britannia, impegnata in un viaggio da Sheerness a Vlissingen con a bordo 951 passeggeri e 80 membri dell'equipaggio, entrò in collisione con il ro-ro merci Mont Louis. Non vi furono né morti né feriti, ma la Mount Louis, che trasportava anche dei container contenenti carico radioattivo, affondò. I container furono in seguito recuperati senza perdite di materiale radioattivo.
In seguito la Olau Line ordinò una coppia di navi di dimensioni maggiori, anch'esse chiamate Olau Hollandia e Olau Britannia. La seconda Olau Britannia prese il posto dell'originale nel maggio 1990: già qualche mese prima, nell'ottobre 1989, la nave era stata venduta alla compagnia norvegese Fred Olsen, alla quale fu consegnata una volta terminato il servizio per la Olau Line. Rinominata Bayard e passata sotto bandiera norvegese, a giugno 1990 la nave entrò in linea tra Kristiansand e Hirtshals (Danimarca); in seguito l'approdo in Norvegia fu spostato a Oslo. A fine 1990 il ramo traghetti della Fred Olsen fu acquisito dalla Color Line: la nave, rinominata Christian IV nel gennaio 1991, rimase in servizio sulla stessa rotta.
Negli anni seguenti il traghetto rimase attivo nei collegamenti tra Danimarca e Norvegia, tornando alla linea Kristiansand-Hirtshals a partire dal 1994. Nel 1999 e nel 2005 la Christian IV fu sottoposta a dei lavori di ristrutturazione; nella seconda occasione furono aggiunte delle carenature a poppa. Nel 2008 la nave fu sostituita sulla sua linea dalla nuova Superspeed 1, venendo fermata a Sandefjord a partire da marzo. Tornò in servizio il mese successivo, quando sostituì la Peter Wessel, venduta a SNAV, sulla linea Larvik-Hirtshals, in attesa della consegna della Superspeed 2. Venduta alla compagnia finlandese Stella Naves Russia OY per 13 milioni di Euro, la Christian IV terminò il servizio per Color Line il 15 giugno, venendo posta in disarmo a Sandefjord e consegnata ai nuovi proprietari a luglio.

Rinominata Julia, la nave fu inserita su un nuovo collegamento tra Helsinki e San Pietroburgo a partire dal primo agosto.

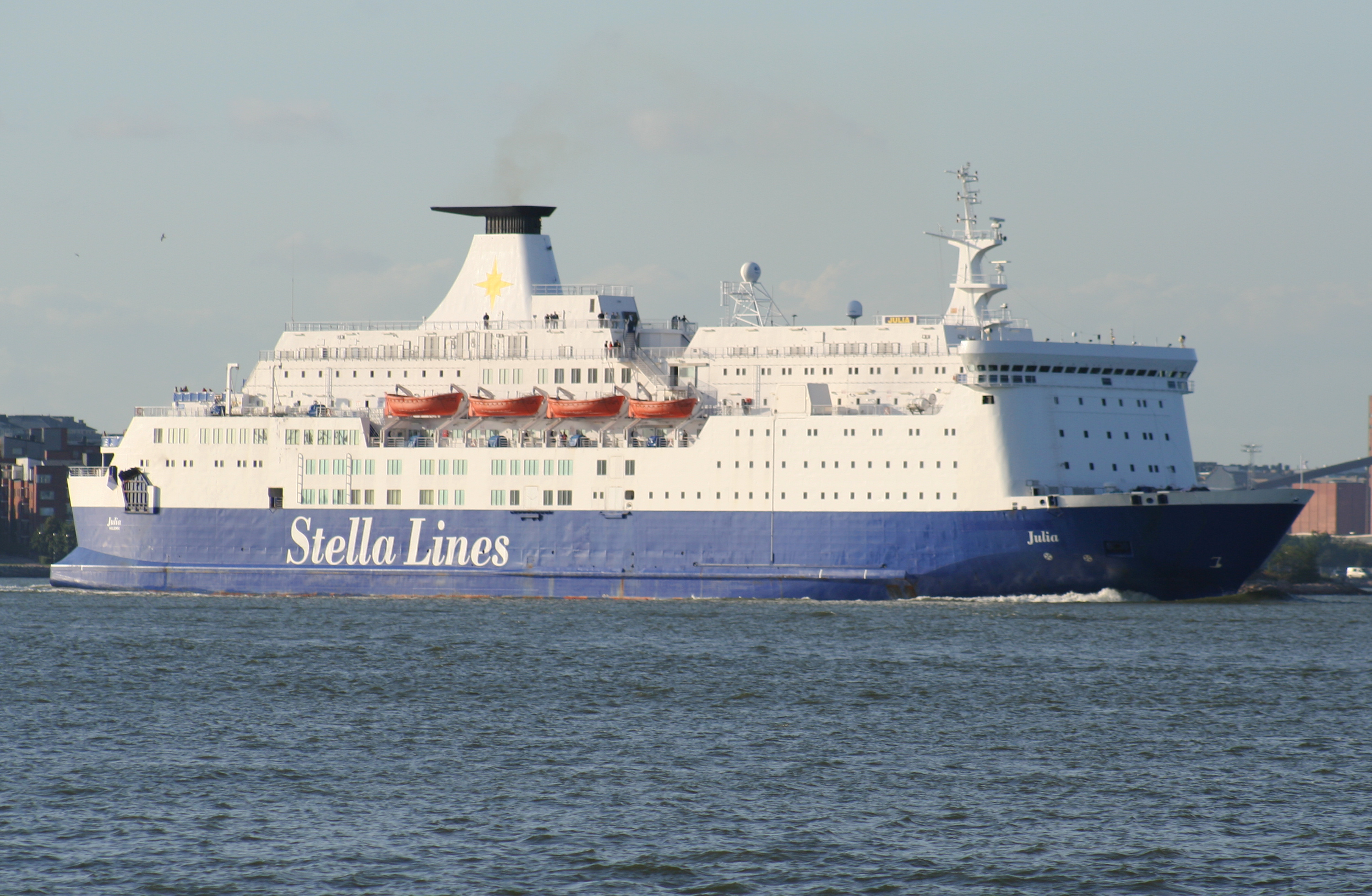
L'allora Julia in servizio per Stella Lines a Helsinki nel 2008.

Il nuovo servizio fu di breve durata: già ad ottobre la compagnia sospese i collegamenti, mettendo in disarmo la Julia a Helsinki, e il mese successivo la Stella Lines chiuse i battenti. La nave passò ai creditori della compagnia e fu messa in vendita, ma trovò un compratore solo nel settembre 2009, quando fu acquistata dalla nuova compagnia irlandese Fastnet Line. A marzo 2010 la nave fu immessa sulla linea Cork-Swansea, dopo dei ritardi dovuti a problemi tecnici. Tuttavia, anche in questo caso la compagnia andò incontro a difficoltà economiche, che causarono l'interruzione del servizio a novembre 2011. L'anno seguente la Fastnet Line cessò definitivamente le attività e a marzo la Julia fu acquistata per 5 milioni di Euro dalla compagnia olandese C-bed, per essere convertita in un alloggio galleggiante per i lavoratori impegnati nell'installazione di turbine eoliche off-shore. Rinominata Wind Perfection, fu sottoposta a estesi lavori di ristrutturazione per il nuovo impiego, che iniziò a dicembre 2012 presso la wind farm di Anholt.
Alla fine del 2015 la Wind Perfection fu venduta all'italiana Moby Lines. 

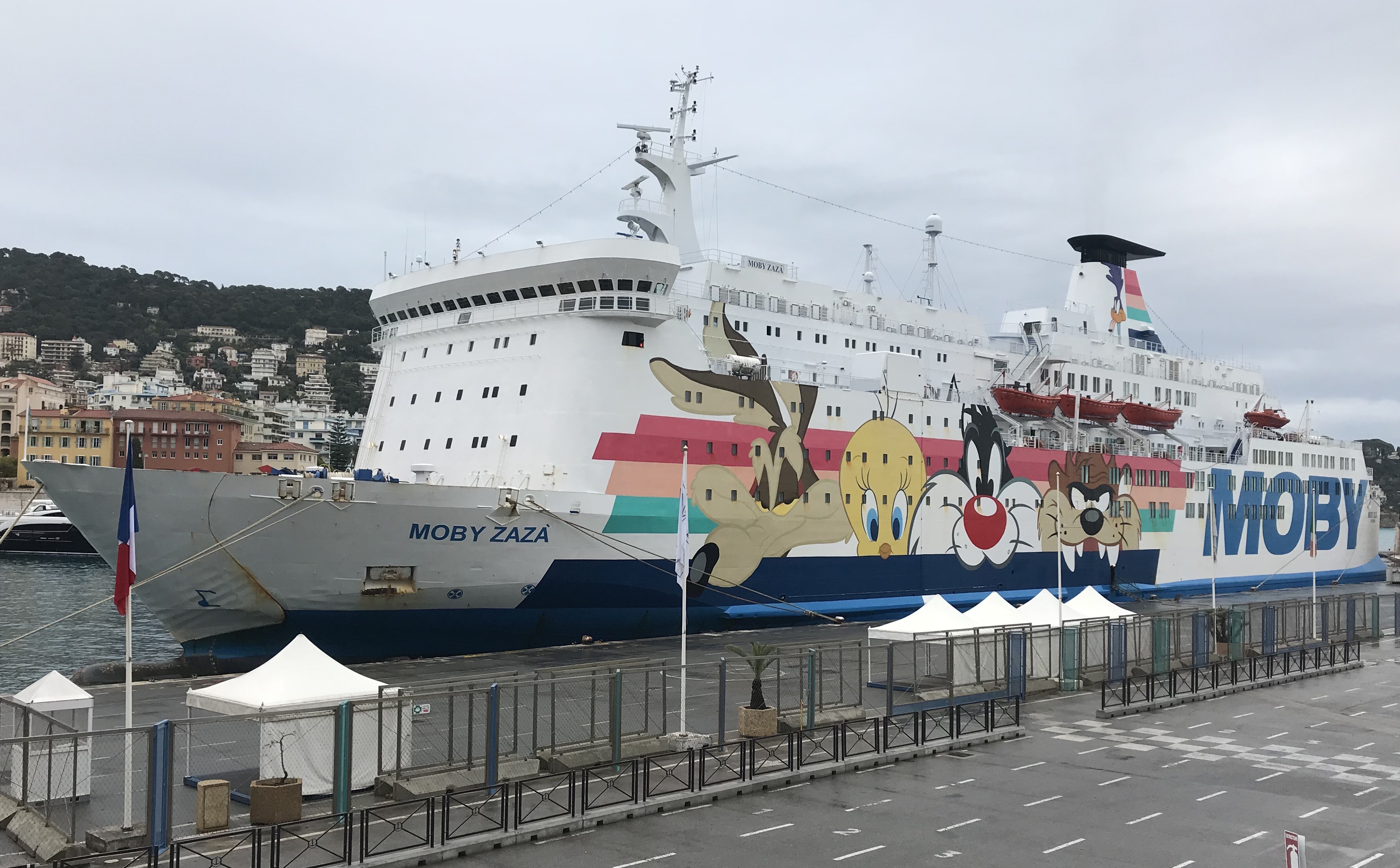
Moby Zazà a Nizza nel 2018.

Rinominata Moby Zazà, passò di mano il 15 dicembre. In seguito partì per l'Italia per essere sottoposta a lavori di ristrutturazione prima dell'entrata in servizio, avvenuta nel giugno 2016, sulla rotta Nizza-Bastia. In alcune occasioni la nave si alternò con la Moby Corse sul collegamento tra il porto corso e Genova. Il 13 agosto, mentre la nave era in sosta nel porto di Nizza, si sviluppò un incendio in sala macchine.
La sera del 16 agosto, al traino del rimorchiatore Maria Onorato, partì dal porto di Nizza alla volta di Napoli, per le necessarie riparazioni. Tornò in servizio l'anno seguente, venendo impiegata sui collegamenti tra Bastia e Genova o Livorno. Nell'estate 2018 e 2019 è impiegata, in coppia con la Moby Corse, sulla Genova-Bastia.
Dal 10 maggio al 22 luglio 2020 la nave è stata noleggiata dal governo italiano e usata come nave-quarantena a Lampedusa e Porto Empedocle per accogliere i migranti durante l'emergenza COVID-19. Successivamente riprese la tratta Genova-Bastia.
Nel luglio 2021 la nave effettua la rotta Civitavecchia-Cagliari ed è stata oggetto di disservizi con la durata del viaggio fino a 17-18 ore, nonostante il quale la nave viene comunque utilizzata per il trasporto passeggeri viaggiando a soli 14 nodi.

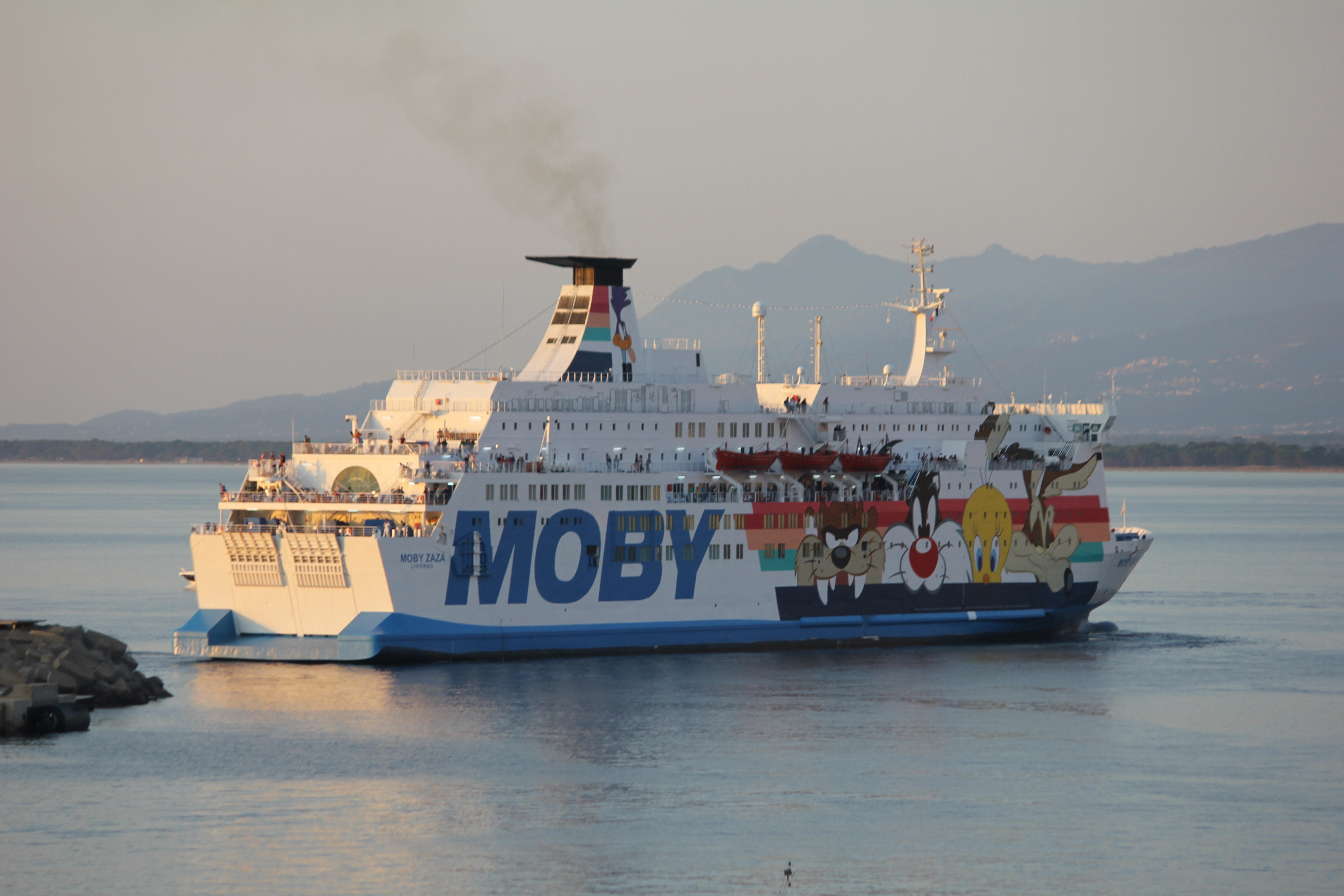
Moby Zazà con la livrea che ha avuto fino a giugno 2022.

Nel maggio 2022 fu annunciato che la nave sarebbe stata noleggiata alla compagnia spagnola Baleària per tutto il periodo estivo. Nella prima metà del mese la nave operò sulla rotta Genova-Bastia senza la scritta MOBY sullo scafo fino al 16 giugno. A seguire perse anche la livrea Looney Tunes, al suo posto fu solo messo il logo della nuova compagnia sul fumaiolo. Dopo alcuni lavori la nave partì il 22 giugno per Valencia arrivando il 24 giugno. Iniziò ad operare il giorno successivo sulle rotte Dénia-Ibiza e Valencia-Mostaganem.
Il 21 novembre 2022 finì il periodo di noleggio per Baleària e la nave si recò nel porto di Livorno dove fu messa in disarmo.
Da aprile a ottobre 2023 la nave è stata noleggiata a SNAV per l'uso sulla tratta Ancona-Spalato, sul fumaiolo è apparso il logo della compagnia. Dopo il servizio è stata messa in disarmo nel porto di Crotone.
Dal 6 dicembre 2023 è stata noleggiata alla compagnia croata Jadrolinija che l'ha utilizzata sulla tratta Ancona-Spalato fino al 2 maggio 2024. Lo stesso pomeriggio ha lasciato Spalato in direzione Livorno, dove è arrivata nel pomeriggio del 5 maggio. Nei giorni seguenti è stata applicata la nuova livrea Moby disegnata dall'università SupDesign Ajaccio ispirata ai paesaggi caratteristici della Corsica.
Dalla mattina del 30 maggio 2024 torna in servizio sulla Livorno-Bastia al posto del Moby Vincent.
Dal 1º al 26 novembre 2024, dopo aver operato tutta la stagione sulla Livorno-Bastia, rimane in disarmo nel porto di Livorno.
Dal 27 novembre 2024 al 7 marzo 2025 sostituisce il Giraglia sulla Porto Vecchio-Golfo Aranci. Dal 10 marzo viene disarmato nel porto di Livorno.
Il 4 marzo 2025 ne viene annunciata la cancellazione dal RINA dalla CP di Livorno, e, il 27 marzo, la cessione alla società Atlantis Maritime SA, con sede nelle Isole Marshall.
Il 10 maggio viene consegnato al nuovo armatore, la Venture Shipping Management Europe S.r.l e, issata bandiera di San Marino, viene ribattezzato Zazà, in vista del trasferimento a Singapore e della nuova vita come hotel galleggiante.
Il 17 maggio 2025 salpa per l'ultima volta da Livorno per Porto Said, dove giunge la sera del 23 maggio. Successivamente salpa per Gedda e, dopo aver eseguito operazioni di bunkeraggio, per Penang, dove giunge il 16 giugno.
Il 16 luglio 2025 vengono pubblicati i primi rendering della nuova livrea applicata al traghetto e il futuro nome che verrà utilizzato nel servizio come hotel galleggiante a Singapore per la catena di alberghi di lusso WORLD Hotels, WORLD Legacy.
Il 12 agosto 2025 salpa da Penang per la sua destinazione finale, Singapore.

## Navi gemelle
- Almariya (già Olau Hollandia)